# 17e corps d'armée (Empire allemand)
Pour les articles homonymes, voir 17e corps d'armée.
Le 17e corps corps d'armée est une grande unité de l'armée prussienne de 1890 à 1919, en dernier lieu à la garde-frontière Est à Dantzig, en province de Prusse-Occidentale.

## Histoire
La loi du 27 janvier 1890 prépare également la séparation des provinces de Prusse-Occidentale et de Prusse-Orientale sur le plan militaire. Elle stipule qu'à partir du 1er avril 1890, l'ensemble des forces armées de l'Empire allemand doit se composer de vingt corps d'armée. L'A.K.O. du 1er février, qui se fonde sur cette décision, stipule : « Les XVIe et XVIIe corps d'armée doivent être reconstitués. Ce dernier rejoint la Ire Inspection de l'Armée et comprend, du point de vue militaire, le territoire des districts de Landwehr : Schlawe, Stolp, Konitz, Thorn, Graudenz, Danzig, Pr. Stargard, Neustadt,Osterode, Dt. Eylau et Marienburg ».
Comme les IVe (demi-)bataillons n'ayant pas fait leurs preuves, une proposition de modification du commandement de l'armée présentée par le gouvernement impérial est acceptée en août 1896. Dans chaque corps d'armée, une nouvelle brigade d'infanterie doit être mise sur pied le 1er avril 1897. Chaque division doit former un régiment de huit compagnies à partir des demi-bataillons. Dans le secteur du XVIIe corps d'armée, la 87e brigade d'infanterie, composée des 175e et 176e régiments d'infanterie, est créée pour la 35e division d'infanterie.

### Première Guerre mondiale

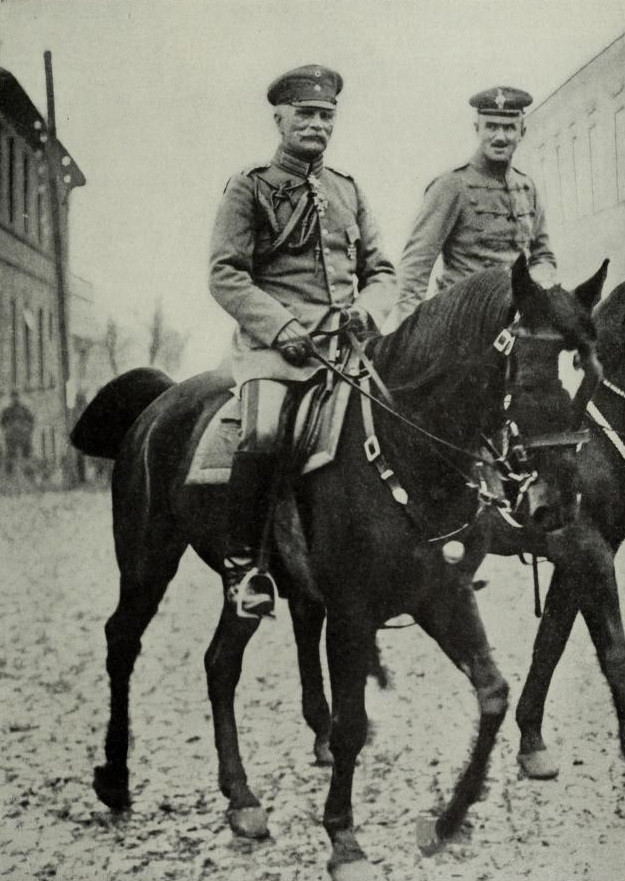
August von Mackensen

En août 1914, le XVIIe corps d'armée sous le commandement du général de cavalerie von Mackensen se trouve en province de Prusse-Orientale dans le cadre de la 8e armée (général von Prittwitz-Gaffron) et compte 24 bataillons d'infanterie, huit escadrons de cavalerie, avec 160 pièces d'artillerie. Le chef d'état-major est le lieutenant-colonel von Duncker. La 35e division d'infanterie subordonnée est dirigée par le lieutenant-général Hennig et la 36e division d'infanterie est sous le commandement du lieutenant-général von Heineccius.
Au début de la guerre, le Corps couvre la ligne à l'est de la Vistule dans la région de Deutsch Eylau sur la ligne Thorn jusqu'à l'ouest de Soldau, avec un front vers le sud. Lors de la première avancée, Mława est temporairement occupée le 13 août. Mais en raison de la menace plus rapide sur la frontière orientale de la Prusse-Orientale, le corps est évacué vers Insterburg à partir du 14 août pour renforcer le Ier corps menacé. La partie du front évacuée est ensuite sécurisée par les troupes de Landwehr sous le commandement du major général von Unger, qui assure la liaison avec le XXe corps d'armée se trouvant dans la région d'Ortelsburg.
Le 19 août 1914, les Russes attaquent à plusieurs endroits lors de la bataille de Gumbinnen, mais peuvent être repoussés partout. Le XVIIe corps, après une marche nocturne de 25 kilomètres, entre à Plicken (35e division) et au sud de celle-ci à Girnen (36e division). Le 20 août, la contre-attaque allemande a lieu, à l'aile nord, l'attaque du 1er corps d'armée est couronnée de succès. L'aile droite de la 1re armée russe (20e corps et une partie du 3e) est repoussée. Dans le secteur central de l'Angrapa, le Corps de Mackensen est cependant repoussé, après des succès initiaux par les 3e et 4e corps russes, dans la position de départ Walterkehmen-Perkallen-Plicken avec de lourdes pertes. L'aile droite près d'Angerburg est tenue par le 1er corps de réserve sous von Below.
Après la prise en charge de l'armée par le général d'infanterie von Hindenburg le 23 août, le corps est regroupé vers le sud et entre dans la bataille de Tannenberg avec le Ier corps de réserve. Le 25 août, le 1er corps d'armée se déploie sur l'aile droite du XXe des deux côtés de Neidenburg. Afin de prendre l'ennemi à revers au sud, le XVIIe corps doit s'astreindre à une marche de 50 kilomètres et avance sur Bischofstein en passant par Groß-Schwansfeld, 36e division en tête. En face, le corps d'aile droite de la 2e armée russe (6e corps) marche vers le nord via Bischofsburg, donc directement à la rencontre du XVIIe corps d'armée. Le 26 août, on rencontre l'ennemi entre Lautern et Groß-Koellen, le Ier corps d'armée accompagnant l'aile droite est également touché. Le 2e corps de réserve, avec la 36e division de réserve, se heurte à l'ennemi sur la rive nord du lac Dadey. Après le virage nécessaire du corps Below pour renforcer le centre près d'Allenstein, Mackensen poursuit sa marche vers le sud. Le 27 août, le corps d'aile droite de Samsonov est battu à Passenheim et rejeté sur Ortelsburg. Le 28 août, l'avant-garde atteint dans la région à l'ouest de Willenberg la liaison avec le Ier corps d'armée en contre-attaque. L'encerclement de la 2e armée russe est achevé avec succès le 31 août.
Le 9 septembre, le corps d'armée se trouve à l'aile sud de la 8e armée pendant la bataille de Mazurie dans la région de Lötzen. La 35e division réussit à percer les positions des Russes à Kruglanken au cours d'un combat acharné jusqu'au soir. Au nord d'Angerburg, l'attaque du XXe corps ouvre au corps l'entrée dans le défilé lacustre près d'Ogonken (de). Dès le 11 septembre, la masse de la 1re armée russe est en train de se replier par l'Angerapp, mais sur l'aile sud, l'ennemi tient plus longtemps devant le XVIIe corps pour des raisons tactiques. Le soir, la 8e armée se trouve sur la ligne Tollmingkehmen-Gołdap (1er corps) via Gaweiten (ru) (XVIIe corps) vers Szabienen-Darkehmen (XXe corps) jusqu'à Nemmersdorf (XIe corps). La 35e division atteint Kleszowen (ru) dans la soirée, la 36e division ne peut pas progresser à l'est et au nord de Szabienen.

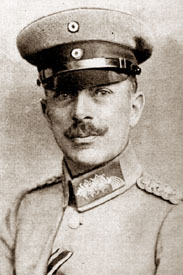
Günther von Pannewitz

Début novembre 1914, le lieutenant-général von Pannewitz est nommé nouveau général commandant le Corps. Au sein de la 9e armée, le XVIIe corps combat en novembre 1914 à Kutno, à la bataille de Łódź ainsi que sur la Rawka et la Bzura. En tant que partie du groupe d'armées Gallwitz, le corps se trouve à partir du 13 juillet 1915 dans l'offensive de la Narew. La 1re division de réserve de la Garde est désormais également subordonnée au groupe Pannewitz et la prise de Przasnysz est réussie dès le premier jour. Le corps d'armée perce ensuite la position de Bogate, franchit la Narew entre Różan et Pułtusk et parvient à nouveau à repousser les forces russes à Wonsewo début août 1915. Après d'autres combats et batailles, la progression s'arrête dans les marais lituaniens. En octobre 1915, le corps d'armée rejoint le front de l'Ouest et est engagé dans des combats de position entre la Somme et l'Oise.
Lors de la bataille de la Somme qui commence le 1er juillet 1916, le commandement général du XVIIe corps teint, en tant que « groupe Pannewitz », la section de la 2e armée qui lutte au sud de la Somme. Les 121e et 11e divisions d'infanterie subordonnées ainsi que les 35e et 36e divisions d'infanterie défendent le secteur Estrées-Lihons-Chaulnes jusqu'à Andechy et peuvent, au cours de durs combats défensifs, maintenir la majeure partie de ces positions contre les attaques des ailes intérieures des 6e et 10e armées françaises en direction de Péronne.
Le 7 septembre 1916, le général Fleck (de) prend la tête du XVIIe corps. Début novembre, le Corps, avec la 35e division et la 15e division de réserve subordonnées, tient tête au Xe corps français.
Entre le 12 avril 1917 et le 5 mars 1918, le corps est appelé « groupe Oise » et forme l'aile gauche de la 2e armée. En juin 1917, la 208e division d'infanterie et la 13e division de Landwehr sont sous les ordres du commandement.
Le 19 février 1918, le lieutenant-général von Webern prend la tête du corps dans la section de la 18e armée nouvellement constituée des deux côtés de Saint-Quentin. Dans le cadre de l'offensive allemande du printemps 1918, le « Groupe Webern » forme le 21 mars, avec le 4e corps de réserve (« Groupe Conta »), l'aile sud de l'attaque. L'attaque allemande repousse le IIIe corps britannique (Richard Butler) vers le sud par le canal de Crozat et mène les 36e et 238e divisions d'infanterie, suivies en deuxième ligne par les 9e et 10e divisions d'infanterie en direction du sud-ouest sur Guiscard. Fin avril, le commandement général résiste aux contre-attaques françaises dans la région à l'ouest de Lassigny. Le 9 juin, le corps d'armée mène, avec le 8e corps d'armée, une attaque contre l'armée française. La 3e division de réserve subordonnée, la 19e et la 227e division d'infanterie (de) conquièrent le terrain vallonné à l'est de l'Oise et atteignent le Matz. Le 18 juillet 1918, pendant la bataille de Soissons, le commandement général est inséré en tant que « groupe Etzel » avec la 51e et la 45e division de réserve dans la brèche ouverte sur le front d'Ancienville entre les « groupes Watter et Winckler », mais ne peuvent empêcher la percée des troupes de la 10e armée française.

## Organisation
Jusqu'au début de la Première Guerre mondiale, le corps est subordonné à la 1re inspection de l'armée. Le siège du commandement général est Dantzig jusqu'à sa dissolution en 1919.

### Organisation en 1914
- 35e division d'infanterie à Thorn
- 36e division d'infanterie à Dantzig
- 2e bataillon de chasseurs à pied à Culm
- 4e division de mitrailleuses à Thorn
- 3e groupe de mitrailleuses de forteresse à Graudenz
- 4e groupe de mitrailleuses de forteresse à Graudenz
- 5e groupe de mitrailleuses de forteresse à Thorn
- 11e régiment d'artillerie à pied (1er de Prusse-Occidentale) à Thorn
- 17e régiment d'artillerie à pied (2e de Prusse-Occidentale) à Dantzig et Pillau
- 17e bataillon du génie à Thorn
- 5e bataillon du télégraphe provisoirement à Klausdorf-Sperenberg
- 1re compagnie du téléphone de forteresse à Thorn
- 2e compagnie du téléphone de forteresse à Graudenz
- 17e bataillon du génie à Dantzig
- Maison des Invalides à Stolp

## Commandement général
Le commandement général est placé sous la direction d'un général commandant.
| Grade                                  | Nom                    | Date                                |
| -------------------------------------- | ---------------------- | ----------------------------------- |
| Generalleutnant/General der Infanterie | August von Lentze (de) | 24 mars 1890 - 1er avril 1902       |
| Generalleutnant                        | Georg von Braunschweig | 3 avril - 17 octobre 1902           |
| Generalleutnant/General der Infanterie | Georg von Braunschweig | 18 octobre 1902 - 11 janvier 1908   |
| General der Kavallerie                 | August von Mackensen   | 27 janvier 1908 - 1er novembre 1914 |
| Generalleutnant/General der Infanterie | Günther von Pannewitz  | 2 novembre 1914 - 6 septembre 1916  |
| Generalleutnant                        | Paul Fleck (de)        | 7 septembre 1916 - 18 février 1918  |
| Generalleutnant                        | Richard von Webern     | 19 février - 22 juin 1918           |
| Generalleutnant                        | Günther von Etzel      | 23 juin - 26 août 1918              |
| Generalleutnant                        | Axel von Petersdorff   | 27 août - 27 décembre 1918          |
| General der Infanterie                 | Otto von Below         | 28 décembre 1918 - 26 juin 1919     |